# Euxoa edictalis
Euxoa edictalis är en fjärilsart som beskrevs av Smith 1893. Euxoa edictalis ingår i släktet Euxoa och familjen nattflyn. Inga underarter finns listade i Catalogue of Life.